# Jan Harmensz Muller

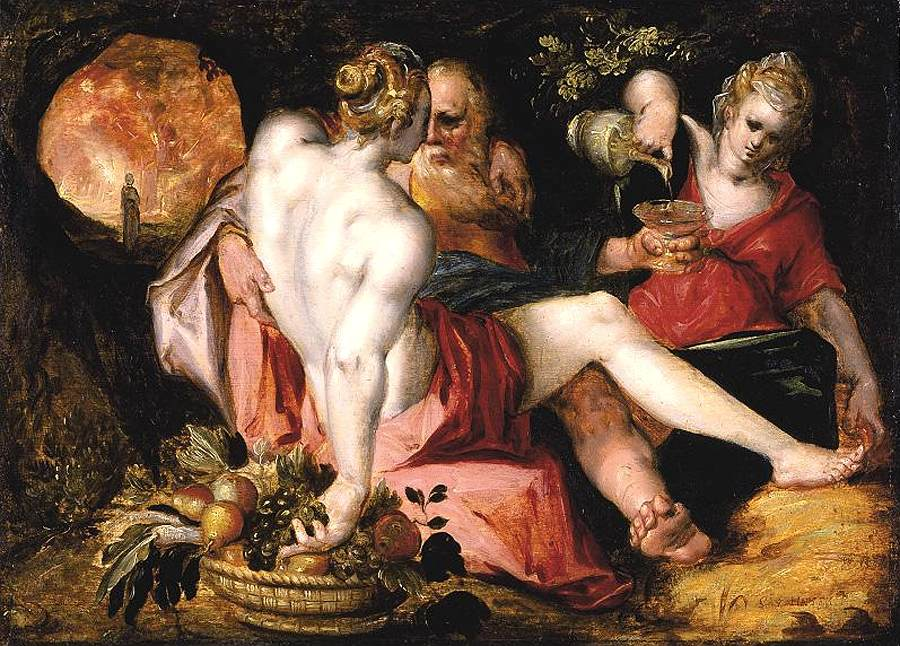
Lot y sus hijas, 1600

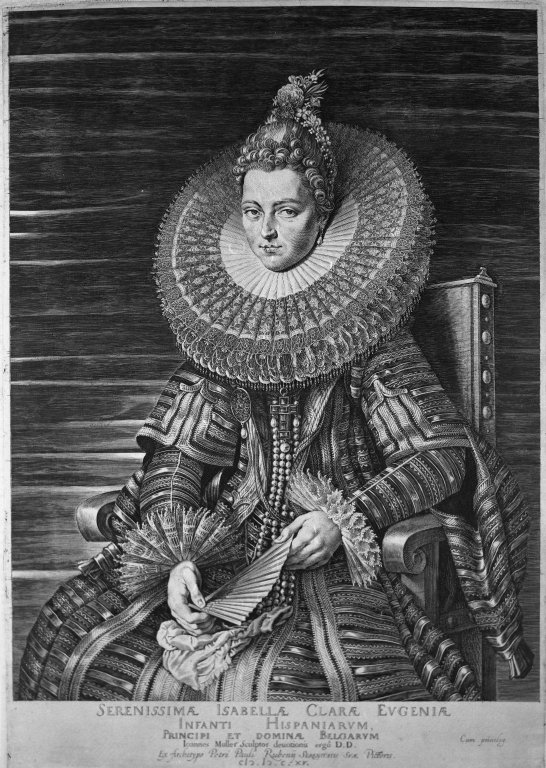
Retrato de Isabel Clara Eugenia, ca. 1615.

Jan Harmensz. Muller (Ámsterdam, 1571 - Ámsterdam, 1628) fue un pintor, dibujante y grabador del siglo de oro holandés.
Su padre, Harmen Jansz Muller (1540-1617) era impresor, editor, grabador y marchante de arte. Con él aprendió grabado.
El joven Muller se desplazó a Praga, la corte de Rodolfo II, donde entró en contacto con el manierismo de Hans von Aachen, Bartholomeus Spranger y Adriaen de Vries (a cuya familia estaba vinculado por matrimonio). En 1597 se convirtió en grabador de la corte imperial. Pasó a Italia, donde intentó alguna gestión de compra de arte para Rodolfo II, sin éxito. Entre 1594 y 1602 estuvo en Roma y Nápoles. A su vuelta a Ámsterdam, se ocupó del taller de su padre, que había fallecido.
Cobró renombre como pintor de escenas mitológicas y bíblicas.

## Obras
- Violación de una sabina,[2] Art Institute of Chicago.
- Pareja abrazada,[3] J. Paul Getty Museum, Los Ángeles.
- Dos estudios de Atlas,[4] Fitzwilliam Museum, Cambridge.
- Baile de carnaval,[5] Musée du Louvre, Paris
- Cabeza[5] Louvre.
- Agar en el desierto socorrida por un ángel que le muestra un pozo,[5] Louvre.
- El hijo pródigo seducido por una cortesana,[6] Louvre.
- Resurrección de Lázaro',[7] National Gallery of Ottawa.